# Eupithecia macrocyclata
Eupithecia macrocyclata är en fjärilsart som beskrevs av Max Joseph Bastelberger 1908. Eupithecia macrocyclata ingår i släktet Eupithecia och familjen mätare. Inga underarter finns listade i Catalogue of Life.